# 樂高小屋 (歌曲)
《樂高小屋》（英語：Lego House）是英国创作型歌手紅髮艾德的一首歌曲，收录于专辑《無限延伸》中。歌曲於2011年11月11日作為專輯的第3支單曲發行。2013年2月11日，歌曲在美國作為第2支單曲發行。歌曲由希蘭、杰克·戈斯林和克里斯·倫納德創作，並由戈斯林製作。
2011年9月8日，在歌曲贊恩·洛的BBC廣播一台節目，歌曲首次獲得電台播放。商業上，歌曲在英國單曲榜最高排第5名。截至2017年9月，歌曲在英國獲得了812,000份銷量，與2900萬流媒體共同被認證為1,105,000銷售單元。哈利波特系列電影演員魯伯特·葛林參與客串了歌曲的音樂錄影帶。音樂錄影帶的樂高玩具詮釋版本於2013年4月11日發佈。錄影帶獲得了2013年MTV音乐录像带大奖“最佳男歌手錄影帶”提名，但輸給了布鲁诺·马尔斯的《深陷天堂》。

## 榜單
| 榜單（2011年-2013年）                     | 最高 排位 |
| ----------------------------------------- | --------- |
| 澳大利亚（澳大利亚唱片业协会單曲榜）      | 4         |
| 奥地利（Ö3四十强单曲榜）                  | 59        |
| 比利时佛兰德（Ultratop五十强单曲榜）      | 6         |
| 比利时瓦隆（Ultratip榜外單曲榜）          | 3         |
| 加拿大（Canadian Hot 100）                | 54        |
| 加拿大（《告示牌》Canada AC）             | 42        |
| 加拿大（《告示牌》Canada CHR）            | 46        |
| 加拿大（《告示牌》Canada Hot AC）         | 46        |
| 捷克（電台百強單曲榜）                    | 34        |
| 歐洲（《告示牌》Euro Digital Song Sales） | 8         |
| 匈牙利（四十强电台榜）                    | 18        |
| 愛爾蘭（愛爾蘭唱片音樂協會单曲榜）        | 5         |
| 以色列（媒体森林电台榜）                  | 8         |
| 意大利（意大利熱門大遊行）                | 24        |
| 黎巴嫩（官方二十強榜）                    | 16        |
| 荷兰（荷蘭四十強單曲榜）                  | 12        |
| 荷兰（百强单曲榜）                        | 25        |
| 新西兰（新西兰唱片音乐协会单曲榜）        | 5         |
| 蘇格蘭（官方榜单公司單曲榜）              | 6         |
| 瑞士（瑞士热门音乐榜）                    | 59        |
| 英國（官方榜单公司單曲榜）                | 5         |
| 美国（《告示牌》百大單曲榜）              | 42        |
| 美國（《告示牌》成人當代單曲榜）          | 26        |
| 美國（《告示牌》Adult Pop Airplay）       | 10        |
| 美國（《告示牌》Hot Rock Songs）          | 6         |
| 美國（《告示牌》Pop Airplay）             | 20        |

| 榜單（2011年）                         | 排位 |
| -------------------------------------- | ---- |
| 英國（官方榜單公司單曲榜）             | 40   |
| 榜單（2012年）                         | 排位 |
| 澳大利亞（澳大利亞唱片業協會單曲榜）   | 14   |
| 比利時法蘭德斯（Ultratop五十強單曲榜） | 74   |
| 紐西蘭（紐西蘭唱片音樂協會）           | 20   |
| 英國（官方榜單公司單曲榜）             | 82   |
| 榜單（2013年）                         | 排位 |
| 美國（《告示牌》成人四十強單曲榜）     | 41   |
| 美國（《告示牌》熱門搖滾歌曲榜）       | 22   |

## 銷售認證
| 地區                                  | 认证    | 认证单位/销量 |
| ------------------------------------- | ------- | ------------- |
| 澳大利亚（澳大利亚唱片业协会）        | 6× 白金 | 420,000‡      |
| 加拿大（加拿大音乐协会）              | 2× 白金 | 0‡            |
| 意大利（意大利音乐产业联盟）          | 白金    | 50,000‡       |
| 新西兰（新西兰唱片音乐协会）          | 白金    | 15,000*       |
| 英国（英国唱片业协会）                | 白金    | 812,000       |
| 美国（美國唱片業協會）                | 2× 白金 | 1,100,000     |
| 串流媒體                              |         |               |
| 丹麦（國際唱片業協會丹麥分會）        | 白金    | 1,800,000^    |
| *僅含認證的實際銷量 ^僅含認證的出貨量 |         |               |

## 外部連結
- YouTube上的《樂高小屋》音樂錄影帶
- YouTube上的《樂高小屋》樂高版音樂錄影帶